# تمرد تروناجايا
تمرد تروناجايا (ويُكتب أيضًا تمرد ترونوجويو؛ بالإندونيسية: Pemberontakan Trunajaya) أو حرب تروناجايا. هو تمرد كان مصيره الفشل شنه الأمير المادوري تروناجايا مع مقاتلين من ماكاسار ضد سلطنة ماتارام ومؤيديها في شركة الهند الشرقية الهولندية (فّي أو سي) في جاوة (في أندونيسيا حاليًا) خلال سبعينيات القرن السابع عشر.
كان التمرد ناجحًا في البداية: هزم المتمردون الجيش الملكي في غيغودوغ (1676)، واستولوا على معظم الساحل الشمالي الجاوي، واستولوا على عاصمة ماتارام بليريد (1677). وتوفي الملك أمانغكورات الأول أثناء تراجع نفوذ البلاط الملكي. ثم طلب ابنه وخليفته أمانغكورات الثاني، مساعدة شركة الهند الشرقية الهولندية مقابل مكافآت مالية وامتيازات جيوسياسية. أدى التدخل اللاحق لشركة الهند الشرقية الهولندية إلى تحويل تيار الحرب. ونفت الشركة وسلطنة ماتارام الأمير تروناجايا من سورابايا، واستعادت الأراضي التي استولى عليها واجتاحت عاصمته الجديدة في كديري (1678). ومع ذلك، استمر التمرد حتى الإمساك بتروناجايا في نهاية عام 1679، وهزيمة الزعماء المتمردين الآخرين أو موتهم أو استسلامهم (1679-1680). قُتل تروناجايا على يد أمانغكورات الثاني شخصيًا في عام 1680 بينما كان سجينًا لدى شركة الهند الشرقية الهولندية.
بعد وفاة والده في عام 1677، واجه أمانغكورات الثاني محاولات خصومه الاستيلاء على العرش أيضًا. وكان منافسه الأخطر هو شقيقه بانجيران (الأمير) بوغر، الذي استولى على العاصمة بليريد عام 1677 ولم يستسلم حتى عام 1681.

## الخلفية
تولى أمانغكورات الأول عرش ماتارام في عام 1646، خلفًا للسلطان أجونج، الذي قام بتوسيع سلطنة ماتارام لتشمل معظم جاوة الوسطى والشرقية، بالإضافة إلى بعض الأراضي الخارجية التابعة في جنوب سومطرة وبورنيو. وقد تميزت السنوات الأولى من عهد أمانغكورات بارتكاب المذابح والإعدامات ضد أعدائه السياسيين. ردًا على محاولة الانقلاب الفاشلة من أخيه بانجيران أليت، أمر بمذبحة لرجال إسلاميين اعتقد أنهم متواطئون في تمرد أليت. وقُتل أليت أيضًا خلال الانقلاب الفاشل. وفي عام 1659، اشتبه أمانغكورات في أن بانجيران بيكيك ووالد زوجته وابن دوق سورابايا المهزوم الذي عاش في بلاط ماتارام بعد هزيمة سورابايا، كانوا يحيكون مؤامرة لقتله. لذا أمر بقتل بيكيك وأقاربه. خلقت هذه المذبحة لأهم أسرة أميرية في جاوة الشرقية شرخًا بين أمانغكورات ورعاياه في منطقة جاوة الشرقية وتسببت بنزاع مع ابنه، ولي العهد (لاحقًا أمانغكورات الثاني)، الذي كان حفيد بيكيك أيضًا. وعلى مدى السنوات القليلة التالية، ارتكب أمانغكورات عددًا من الإعدامات بحق أعضاء من طبقة النبلاء الذين فقد ثقته بهم. 
كان رادين تروناجايا (يُكتب أيضًا ترونوجويو) سليلًا لحكام مادورا، الذين أجبروا على العيش في بلاط ماتارام بعد هزيمة مادورا وضمها من قبل السلطنة في عام 1624. وبعد أن أعدم أمانغكورات والده في عام 1656، غادر البلاط، وانتقل إلى كاجوران، وتزوج ابنة رادين كاجوران، زعيم الأسرة الحاكمة هناك. كانت عائلة كاجوران عائلة قديمة من رجال الدين وكانت مرتبطة بالعائلة المالكة عن طريق الزواج. كان رادين كاجوران قلقًا من وحشية حكم أمانغكورات الأول، وإعدام النبلاء في البلاط. وفي عام 1670 قدم كاجوران صهره تروناجايا لولي العهد، الذي نفاه الملك حديثًا بسبب فضيحة، وجمعت الرجلين صداقة قائمة على كراهية متبادلة لأمانغكورات. وفي عام 1671، عاد تروناجايا إلى مادورا، حيث استغل دعم ولي العهد لهزيمة الحاكم المحلي وأصبح سيد مادورا.
كانت ماكاسار المركز التجاري الرئيسي شرق جاوة. وبعد انتصار شركة الهند الشرقية الهولندية عام 1669 على سلطنة غوا في حرب ماكاسار، فرّت فرق من الجنود الماكاساريين من ماكاسار بحثًا عن معيشة في مكان آخر. في البداية، استقروا في أراضي سلطنة بنتن، ولكن في عام 1674 طُردوا منها، وتحولوا إلى القرصنة، وداهموا المدن الساحلية في جاوة ونوسا تنقارا. وسمح لهم ولي عهد ماتارام بالاستقرار لاحقًا في قرية ديمونغ الواقعة في النتوء الشرقي من جاوة. وفي عام 1675، وصلت فرقة إضافية من المقاتلين والقراصنة الماكاساريين إلى ديمونغ بقيادة غارينغ غيلسونغ. وقد انضم هؤلاء المقاتلون الماكاساريون الجوالون فيما بعد إلى التمرد كحلفاء لتروناجايا.

## القوات المشاركة
نظرًا لعدم وجود جيش دائم، كان الجزء الأكبر من قوات ماتارام يتشكل من القوات التي جمعتها المناطق التابعة للملك، الذين قدموا الأسلحة والإمدادات أيضًا. كان غالبية الرجال من الفلاحين الذين جندهم اللوردات المحليون (بالجاوية: sikep dalem). بالإضافة إلى ذلك، ضم الجيش عددًا صغيرًا من الجنود المحترفين الذين اختيروا من حرس القصر. استخدم الجيش المدافع والأسلحة النارية الصغيرة بما في ذلك بنادق فلينتلوك (بالجاوية: senapan، من الكلمة الهولندية snaphaens) والبنادق الصغيرة، وسلاح الفرسان والتحصينات.  قال المؤرخ م. س. ريكلفس إن نقل التكنولوجيا العسكرية الأوروبية إلى الجاوية كان «فوريًا تقريبًا»، مع تصنيع البارود والأسلحة النارية الجاوية بحلول عام 1620 على أقصى تقدير. وجرى التعاقد مع الأوروبيين لتدريب القوات الجاوية على التعامل مع الأسلحة، ومهارات القيادة العسكرية، وتقنيات البناء، ولكن على الرغم من هذا التدريب، غالبًا ما كان الفلاحون المجندون في الجيوش الجاوية يفتقرون إلى الانضباط وهربوا أثناء المعركة. كان عدد قوات ماتارام «أكبر بكثير» من عدد المتمردين البالغ عددهم 9000 في غيغودوغ في سبتمبر 1676، ثم انخفض العدد إلى «مجموعة صغيرة» بعد سقوط العاصمة مباشرة في يونيو 1677، وعاد ليكبر مجددًا إلى أكثر من 13000 خلال التحرك باتجاه عاصمة تروناجايا في كديري في أواخر عام 1678.
كان لدى شركة الهند الشرقية الهولندية جنود محترفون خاصون بها. كان لدى كل جندي يتبع لهم سيف وسلاح صغير وخراطيش وحقائب وأحزمة وقنابل دخانية وقنابل يدوية. وكانت غالبيتهم من الإندونيسيين، مع عدد قليل من الجنود ومشاة البحرية الأوروبيين، وجميعهم تحت قيادة ضباط أوروبيين. لكن في ما يخص التكنولوجيا، لم تكن قوات شركة الهند الشرقية الهولندية متفوقة على نظرائها من السكان الأصليين، بشكل عام كان تدريبهم وانضباطهم وتجهيزهم أفضل من الجيوش الإندونيسية الأصلية. وكانت قواتهم تختلف أيضًا من ناحية اللوجستيات: سار جنودهم متبوعين بقافلة طويلة من العربات التي تحمل الإمدادات. وقد منحهم ذلك ميزة تتفوق على القوات الجاوية، الذين عاشوا بعيدًا عن أرضهم في الغالب، ما جعلهم يواجهون نقصًا في الإمدادات. بلغ عدد قوات شركة الهند الشرقية الهولندية 1500 في عام 1676، وزاد العدد لاحقًا من خلال انضمام حلفائهم البوقس إليهم تحت قيادة أرونج بالاكا. وصلت أول وحدة مكونة من 1500 رجلًا بوقسيًا إلى جاوة في أواخر عام 1678، وبحلول عام 1679 كان هناك 6000 من القوات البوقسية في جاوة.
على غرار المحاربين الآخرين، استخدمت جيوش تروناجايا وحلفاؤه أيضًا المدافع وسلاح الفرسان والتحصينات. عندما استولت شركة الهند الشرقية الهولندية على سورابايا من تروناجايا في مايو 1677، هرب تروناجايا بعشرين مدفعًا برونزيًا، وترك خلفه 69 مدفعًا حديديًا و34 مدفعًا برونزيًا. تكونت قوات تروناجايا من الجاويين والمادوريين والمكاساريين. وعندما غزا المتمردون جاوة عام 1676 ، كان عددهم 9000 وكانوا يتألفون من أتباع تروناجايا والمقاتلين المكاساريين. في وقت لاحق، انضم إلى التمرد نبلاء جاويون ومادوريون آخرون. ويُذكر أن اللورد جيري انضم إليهم في أوائل عام 1676، كان أحد أبرز اللوردات الروحانيين الإسلاميين في جاوة. انضم صهر تروناجايا رادين كاجوران، رئيس أسرة ذات نفوذ من الكاجوران، بعد فوز تروناجايا في غيغودوغ في سبتمبر 1676، وانضم عم تروناجايا أمير سامبانغ (لاحقًا كاكرانينغرات الثاني) بعد سقوط عاصمة ماتارام في يونيو 1677.